# Stazione di Anzola dell'Emilia
La stazione di Anzola dell'Emilia è una fermata ferroviaria posta sulla linea Milano-Bologna. Serve l'omonimo centro abitato, da cui dista circa 600 metri. Fu inaugurata nel 1859.

## Strutture e impianti
Originariamente dotata di un fabbricato viaggiatori, in seguito alla rilocalizzazione avvenuta negli anni 2000 la fermata ne è ora priva. I due binari sono serviti da altrettanti marciapiedi dotati di pensilina, collegati da un sottopassaggio ciclopedonale dotato di scale e rampe.

## Movimento
La stazione è servita dai treni regionali della linea S5 (Bologna Centrale-Modena) del servizio ferroviario metropolitano di Bologna, svolti da Trenitalia Tper nell'ambito del contratto di servizio stipulato con la regione Emilia-Romagna e cadenzati alla mezz'ora.
A novembre 2013 la stazione risultava frequentata da un traffico giornaliero medio di 349 persone. Al 2019, il traffico giornaliero medio risultava pari a 663 persone (314 saliti + 349 discesi).

## Servizi
La stazione è classificata da RFI nella categoria bronze.
Dispone dei seguenti servizi:
- Biglietteria automatica